# 可乐
可樂（英語：Cola）是黑褐色、味甜、含咖啡因的碳酸飲料，但不含酒精。

## 簡介
可樂的主要口味包括香草、肉桂、柑橘精油等由天然香料配制出來的味道。名稱來自可樂早期的材料可樂果（kola nut）。最知名的可乐品牌包括可口可樂和百事可樂。可樂最初由美國藥师約翰·彭伯頓在1886年發明，本來是藥水稀釋而得到的保健飲品。

## 健康
可乐内含咖啡因，可导致咖啡因依赖并降低睡眠质量。现时有生产不加咖啡因的可乐，一些国家也要求标注咖啡因含量。
2007年的研究結果發現，飲用可樂（无论是内含天然还是人工甜味劑的）後，會導致慢性腎臟疾病風險增高，可能與可樂中所使用的磷酸有關。2006年研究发现，可乐摄入量和中老年女性骨质疏松呈正相关，其他种类软饮料和中老年男性则都无此现象，也怀疑是磷酸导致。同一个研究发现，含糖和咖啡因的可乐似乎比无糖或无咖啡因的可乐对骨质疏松的相关性更大。
此外，2005年研究發現，软飲料是美國飲食中的主要熱量來源。因此大多數營養學家表示，過度飲用可樂和其他軟性飲料可能對身體有害。且經研究表示，普遍軟性飲料的飲用者，身體中的鈣、鎂、维生素C、核黄素以及維生素A的含量都較低。
一些可乐内含高果糖浆，但截至2022年并无有效证据表明高果糖浆相比等量蔗糖的健康影响有任何不同。大量食糖本身就是不健康的。无论是使用蔗糖还是高果糖浆的可乐，其含糖量一般都超过10g/100mL。